# Крамськ-Поле
Крамськ-Поле (пол. Kramsk-Pole) — село в Польщі, у гміні Крамськ Конінського повіту Великопольського воєводства.
Населення — 341 особа (2011).
У 1975-1998 роках село належало до Конінського воєводства.

## Демографія
Демографічна структура станом на 31 березня 2011 року:
|          | Загалом | Допрацездатний вік | Працездатний вік | Постпрацездатний вік |
| -------- | ------- | ------------------ | ---------------- | -------------------- |
| Чоловіки | 168     | 43                 | 114              | 11                   |
| Жінки    | 173     | 38                 | 108              | 27                   |
| Разом    | 341     | 81                 | 222              | 38                   |